# Begraafplaats van Rekspoede
De Begraafplaats van Rekspoede is een gemeentelijke begraafplaats in de Franse gemeente Rekspoede (Frans:Rexpoëde) in het  Noorderdepartement. Ze ligt langs de weg naar Sint-Winoksbergen, aan de noordelijke rand van de gemeente. De begraafplaats lag vroeger rond de kerk, maar de graven werden begin 20ste eeuw naar de huidige locatie verplaatst. Het terrein heeft een langgerekte vorm en wordt omgeven door een haag. De toegang bestaat uit een tweedelig traliehek tussen bakstenen zuilen. Er is ook nog een tweede toegang met een eenvoudig tweedelig metalen hek. 

## Britse oorlogsgraven
Tegen de westelijke rand van de begraafplaats bevindt zich een Brits militair perk met gesneuvelden uit de Tweede Wereldoorlog. Er liggen 33 Britten waaronder 11 niet geïdentificeerde. Ze sneuvelden allemaal in mei 1940. De graven worden onderhouden door de Commonwealth War Graves Commission waar ze geregistreerd staan onder Rexpoede Communal Cemetery.